# Schagen
Schagen (en frisón occidental Skagen) es una ciudad en el municipio del mismo nombre en la provincia de Holanda Septentrional, en los Países Bajos, entre Alkmaar y Den Helder, en la región de Frisia Occidental. 

## Historia
En 1415 Guillermo VI de Holanda concedió a la población los derechos de ciudad. En 1463 obtuvo el derecho a celebrar un mercado de ganado lo que permitió su desarrolló comercial, aunque nunca llegaría a tener los niveles de prosperidad de algunas ciudades vecinas. En 1865 entró en funcionamiento la conexión por vía férrea gracias a la apertura de la línea de ferrocarril entre Alkmaar y Den Helder. Para entonces la población apenas pasaba de los dos mil habitantes. En el siglo XX y sobre todo tras la Segunda Guerra Mundial, la decadencia del sector agrícola se hizo notar en un lento crecimiento de la población que en 1960 todavía no llegaba a los cinco mil habitantes. La diversificación económica impulsó el crecimiento en los años posteriores. El 1 de enero de 2013 se fusionó con los antiguos municipios de Zijpe y Harenkarspel para formar el nuevo municipio de Schagen, del que es capital. 
La ciudad antes de la fusión tenía una población de 18.722 habitantes (2010) y ocupaba una superficie de 19,35 km², con una densidad de población de 994 hab/km². Tras la fusión, el municipio se aproxima a los 46.000 habitantes con una superficie de 188 km².
Entre los principales lugares de interés cabe destacar la Iglesia reformada de estilo gótico y la neogótica iglesia católica de San Cristóbal, con la campana más antigua de los Países Bajos, fundida en 1478. También el reconstruido castillo, con dos torreones originales en las esquinas. En las proximidades, el lago de Schager Wiel formado en las grandes inundaciones de 1248, es zona de recreo natural.
En la ciudad nació hacia 1525 el retratista Adriaen van Cronenburch.

## Administración
El municipio lo forman, además de la ciudad de Schagen, la única con ese título en el municipio, 29 núcleos de población y 24 aldeas. Está regido por un Consejo municipal con 29 escaños repartidos en 2013 del siguiente modo:
| Partido                                               | 2013 |
| Llamada Democristiana (CDA)                           | 9    |
| Partido del Trabajo (PvdA)                            | 5    |
| Partido Popular por la Libertad y la Democracia (VVD) | 5    |
| Jong En Sterker Schagen (JESS)                        | 3    |
| Vereniging Senioren Partij Schagen (VSPS)             | 3    |
| Democrats 66 (D66)                                    | 1    |
| Duurzaam Natuurlijk Alternatief (DNA)                 | 1    |
| Partido Socialista (SP)                               | 1    |
| Wens4U                                                | 1    |
| Total                                                 | 29   |

## Galería

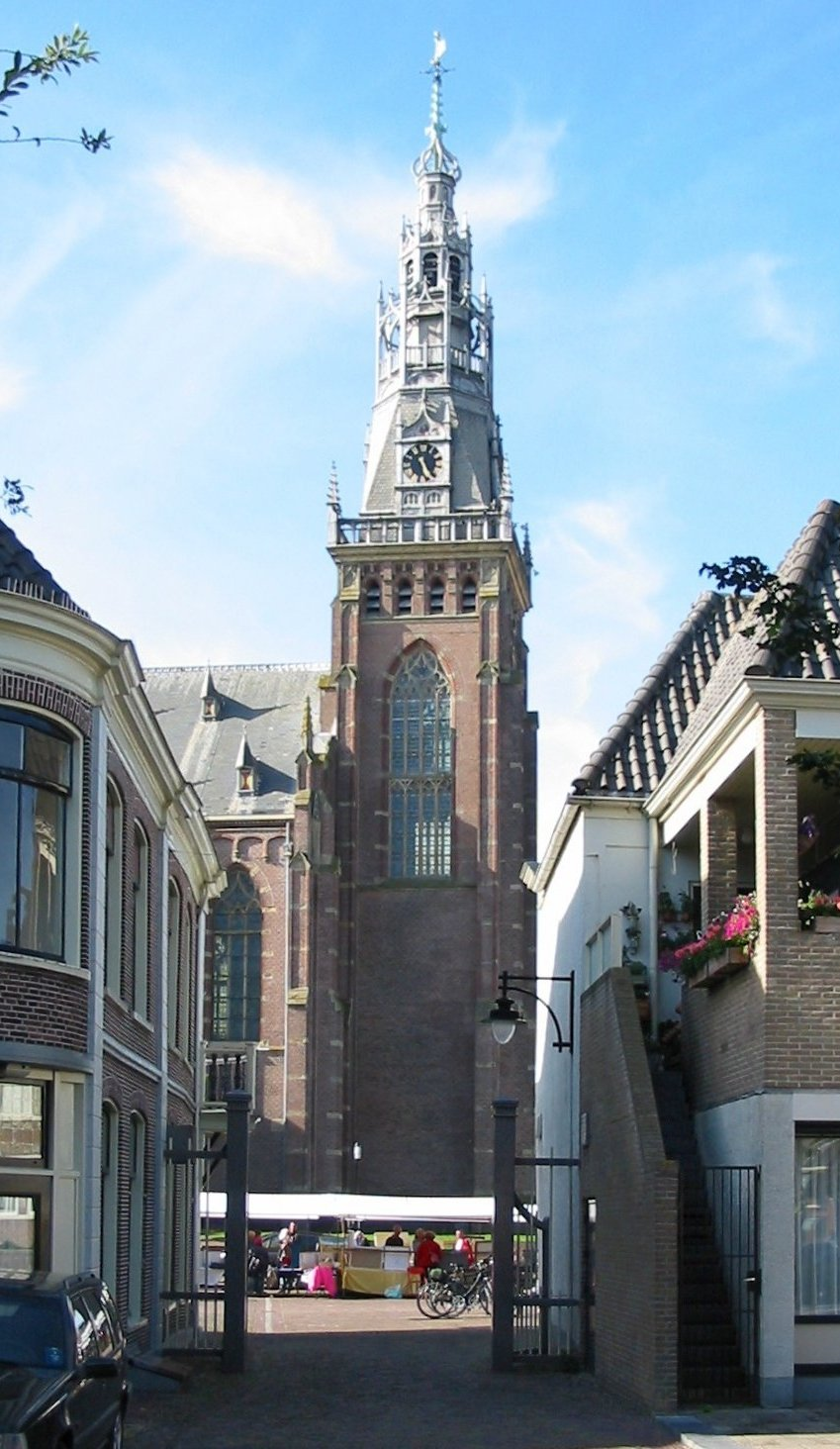
La Gran Iglesia de Schagen, construida en estilo gótico.
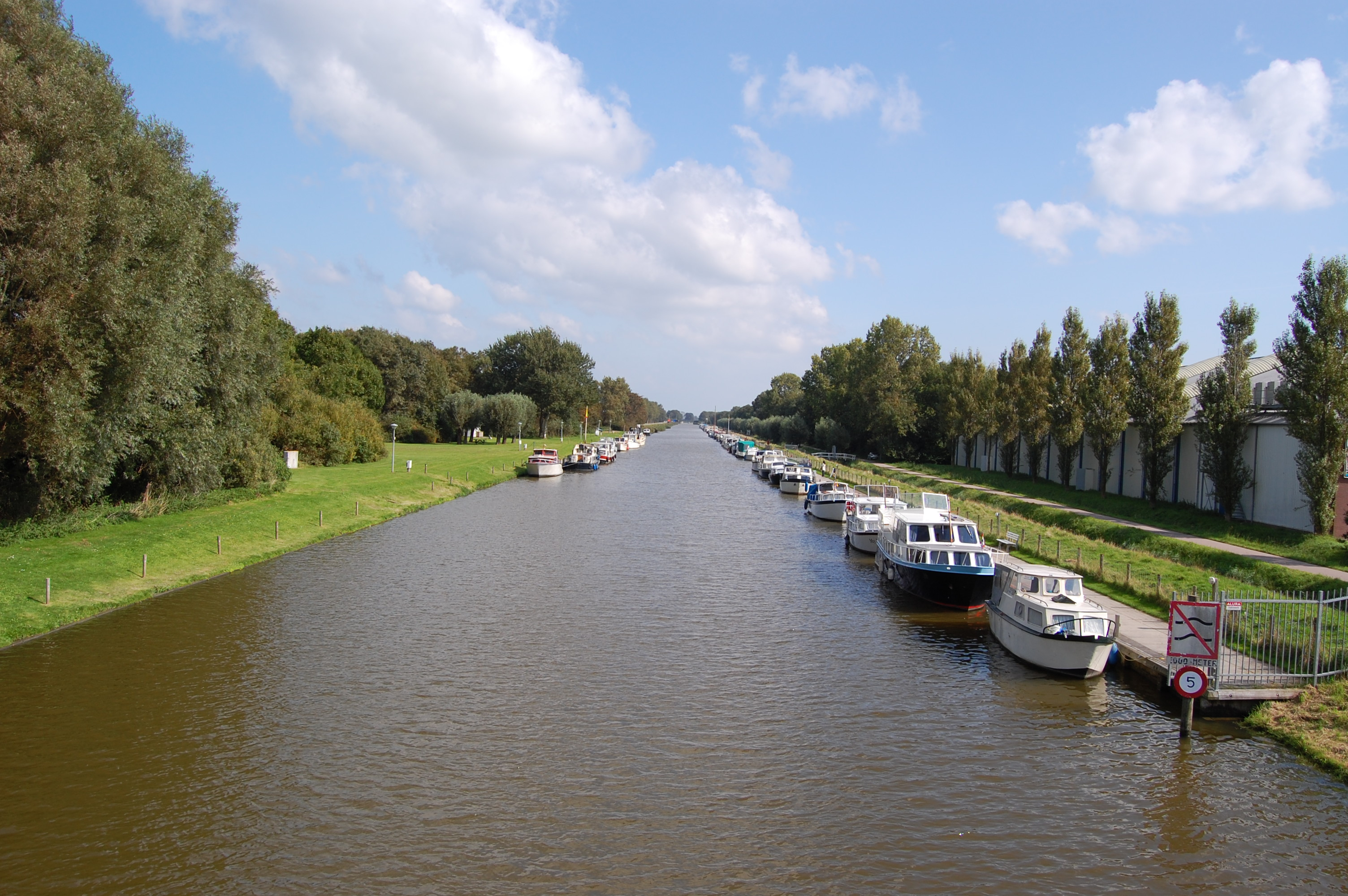
Canal Schagen-Kolhorn.
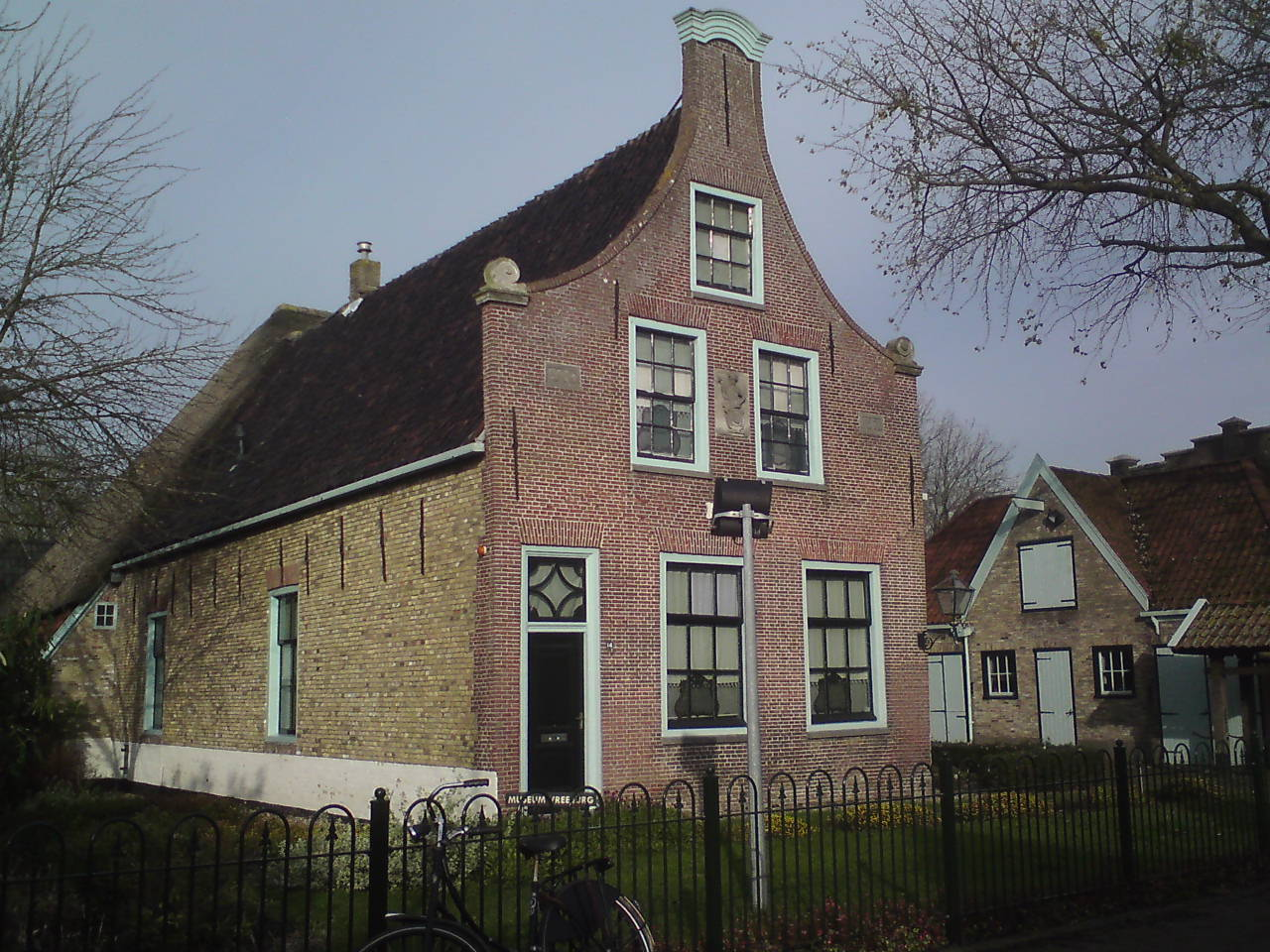
Granja del siglo XVII
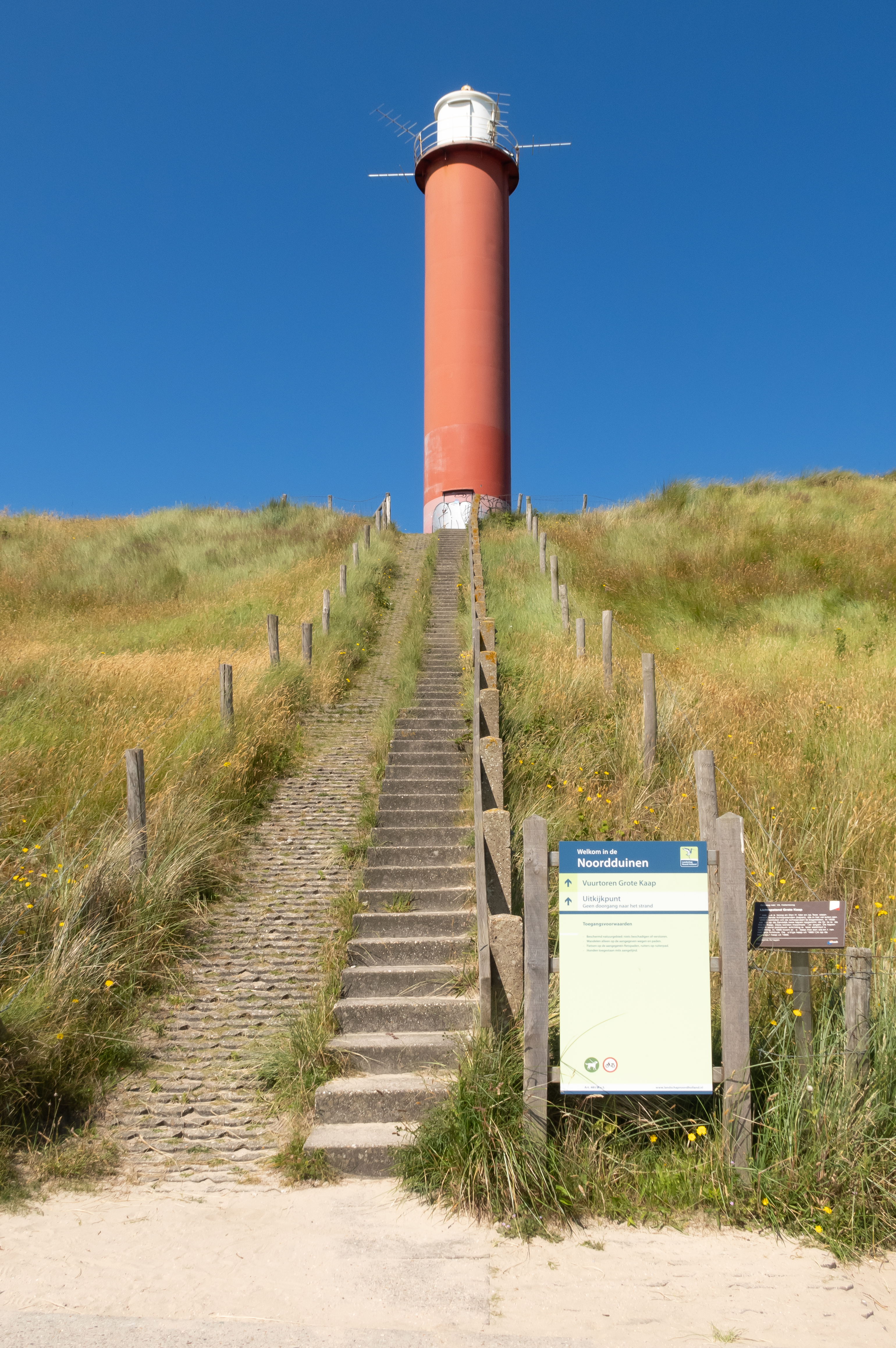
Groote Keeten, el faro: vuurtoren Grote Kaap
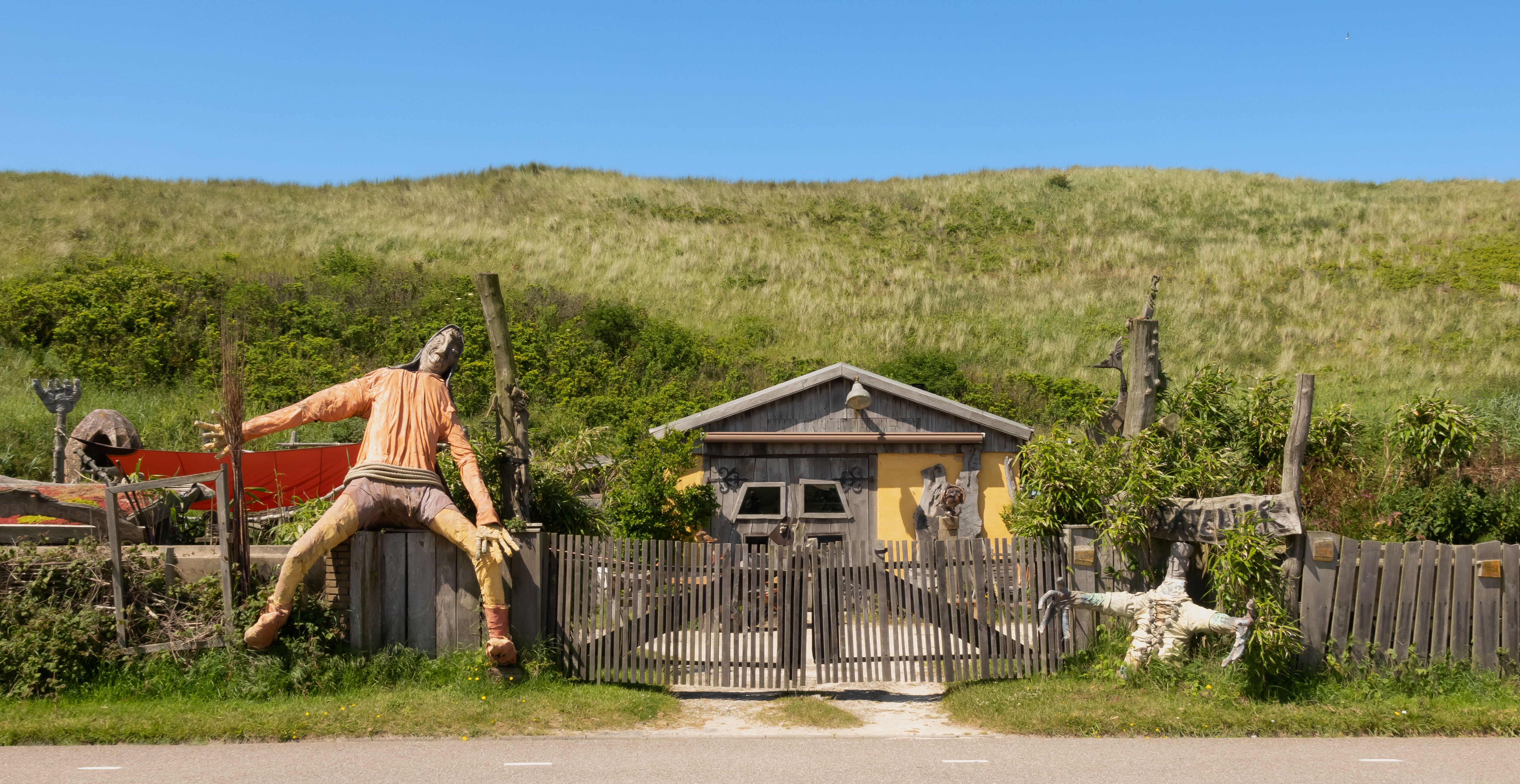
Callantsoog, el Bleeslat: los tejedores de sauces